# Rouyn-Noranda (municipalité régionale de comté)
Rouyn-Noranda était une municipalité régionale de comté ayant existé au Québec entre avril 1981 et le 31 décembre 2001. Elle cessa d'exister car la totalité des entités municipales qui faisaient partie de Rouyn-Noranda ont fusionné pour donner naissance à la nouvelle ville de Rouyn-Noranda le 1er janvier 2002.

## Toponymie
Le toponyme de la municipalité régionale de comté provient de la ville de Rouyn-Noranda qui était la municipalité la plus populeuse de la MRC. Ce même toponyme provient de la fusion, en 1986, des anciennes villes de Rouyn et de Noranda. 
L'ancienne ville de Rouyn tire son nom du canton éponyme dans lequel elle se situe. Le nom de Rouyn se veut un hommage à Jean-Baptiste de Rouyn qui s'illustra lors de la bataille de Sainte-Foy en 1760. 
L'appellation Noranda résulte de la contraction de Northern Canada qui, à l'origine, devait prendre la forme de Norcanda, mais se mua en sa forme actuelle par suite de la négligence d'un imprimeur distrait.

## Géographie

### Entités territoriales
Lors de la dissolution de la municipalité régionale de comté au 31 décembre 2001, elle regroupait les entités municipales suivantes:
| Nom                | Statut                  |
| ------------------ | ----------------------- |
| Arntfield          | Municipalité            |
| Bellecombe         | Municipalité            |
| Cadillac           | Ville                   |
| Cléricy            | Municipalité            |
| Cloutier           | Municipalité            |
| D'Alembert         | Municipalité            |
| Destor             | Municipalité            |
| Évain              | Municipalité            |
| Lac-Montanier      | Territoire non-organisé |
| Lac-Surimau        | Territoire non-organisé |
| McWatters          | Municipalité            |
| Mont-Brun          | Municipalité            |
| Montbeillard       | Municipalité            |
| Rapides-des-Cèdres | Territoire non-organisé |
| Rollet             | Municipalité            |
| Rouyn-Noranda      | Ville                   |

## Histoire
Lors de la création de la municipalité régionale de comté en 1981, elle comptait quelques entités municipales en plus, en effet, les villes de Rouyn et de Noranda ont été fusionnées ensemble en 1986. De plus d'autres municipalités indépendantes se sont fusionnées à la ville de Rouyn-Noranda au fil des ans, c'est le cas de la municipalité de Saint-Guillaume-de-Granada en 1995, de la municipalité de Lac-Dufault en 1997 et finalement de la municipalité de Beaudry en 2000.
Lors de la dissolution de la MRC de Rouyn-Noranda, toutes les entités municipales se sont fusionnées pour créer la nouvelle ville de Rouyn-Noranda.

## Démographie
| 1981   | 1986   | 1991   | 1996   | 2001   |
| ------ | ------ | ------ | ------ | ------ |
| 38 376 | 39 548 | 42 023 | 42 631 | 39 611 |